# Sörtésfejű papagáj
A sörtésfejű papagáj (Psittrichas fulgidus) a papagájalakúak (Psittaciformes) rendjén belül a sörtésfejűpapagáj-formák (Psittrichasinae) alcsaládjának egyetlen képviselője.

## Előfordulása
Új-Guinea szigetén, Indonézia és Pápua Új-Guinea síkvidéki és hegyvidéki erdőségeiben honos.

## Megjelenése
Testhossza 46 centiméter, testtömege 700-800 gramm. Csupasz pofája van, ez azért alakulhatott ki, hogy ne ragadjon a tollára az érett gyümölcsök húsa, leve mellyel táplálkozik. Hasa vörös, a tollazatának nagyobb része fekete. A két nem külseje hasonló, de a hím vörös foltot visel a feje oldalán.

## Életmódja
Magas fák koronájában tartózkodik, ahol többnyire egy ágon ülve napozik. Néha órákon át mozdulatlanul ül a napon. Kedveli a vizet is, a sűrű erdőben gyakori záporok idején szárnyát széttárva fürdőzik.
Egész évben párosával él, csak ritkán verődik kisebb csoportokba, főleg azokon a fákon, melyeken éppen érik a gyümölcs.
Gyümölcsökkel, főleg fügével táplálkozik, de megeszi a virágokat és a nektárt is. Alkalomadtán rovarokat és csigákat is fogyaszt.

## Szaporodása
A költőpár nagy fák odvában fészkel. A tojó 2 tojást rak, melyeket egyedül költ ki 30-33 nap alatt. A fiókákat közösen etetik a szülők. A fiatal madarak 60 nap múlva hagyják el a fészket.